# Recherche délimitée
En informatique, une recherche délimitée (en anglais, delimited search) est une interface homme-machine où un ordinateur  tente de trouver une ou plusieurs occurrences d'une chaîne de caractères préalablement fournie par un utilisateur.
Une recherche délimitée se déroule en trois étapes :
1. tout d'abord, l'utilisateur tape une chaîne de caractères,
2. lorsque l'utilisateur indique qu'il a terminé de taper la chaîne, l'ordinateur recherche la chaîne dans l'ensemble du contenu consultable,
3. finalement, l'ordinateur affiche le résultat de sa recherche.

Ce mode de recherche est le mode de recherche par défaut de la plupart des systèmes d'exploitation, des systèmes de traitement de texte et des recherches plein texte.
Le contraire d'une recherche délimitée est une recherche progressive.

## Recherche progressive
Le contraire de la recherche délimitée est la recherche progressive dans laquelle un utilisateur reçoit une rétroaction instantanée à mesure qu'il saisit les caractères d'une chaîne de caractères en fonction de ce qui existe dans le contenu recherché avec les caractères qu'il a déjà saisis, lui permettant ainsi d'ajuster sa requête en fonction du contenu cible. Cette approche évite les frustrations associées à la saisie d'une longue chaîne de caractères qui aboutit à un message indiquant que la chaîne n'existe pas dans le texte.

## Critique
Jef Raskin, le célèbre gourou de la conception d'interface homme-machine, a comparé la recherche délimitée à son interface de recherche préférée, la recherche progressive. Voici une traduction de son évaluation dans son célèbre ouvrage, The Human Interface :
« Avec une recherche délimitée, l'ordinateur attend que l'utilisateur tape une chaîne de caractères, après quoi c'est l'utilisateur qui attend pendant que l'ordinateur effectue la recherche. Lors de l'utilisation d'une recherche délimitée, l'utilisateur doit deviner, à l'avance, le nombre de caractères dont l'ordinateur a besoin pour distinguer la cible souhaitée d'autres cibles similaires. Avec une recherche progressive, l'utilisateur sait quand il a tapé assez de caractères pour désambiguïser l'instance désirée, parce que la cible est apparue sur l'écran. (...) En dépit d'un consensus sur les avantages des recherches progressives de la part des concepteurs et des utilisateurs, presque tous les outils de construction d'interface facilitent la mise en œuvre de recherches délimitées et rendent difficile ou impossible la mise en œuvre de recherches progressives. »